# Juninho (Fußballspieler, Juli 1982)
1. WEITERLEITUNG Osvaldo José Martins Júnior